# 신태순
신태순(1962년 2월 13일 ~)은 해태 타이거즈의 전 야구 선수다.

## 출신 학교
- 광주동성고등학교
- 단국대학교

## 같이 보기
- 1986년 해태 타이거즈 시즌